# Jacques-Yves Cousteau
Jacques-Yves Cousteau, francoski oceanograf, raziskovalec, iznajditelj, režiser dokumentarnih filmov, * 11. junij 1910, Saint-André-de-Cubzac (Gironde), † 25. junij 1997, Pariz, Francija.
Jacques Cousteau je skupaj z Émilom Gagnanom v letih 1942/43 skonstruiral potapljaško opremo, t.i. aqualungo (vodna pljuča), s katerimi je postavil temelje sodobnega potapljanja. Podvodna raziskovanja je kot komandant ladje Calypso ovekovečil na filmskem traku v več TV-dokumentarnih filmih in serijah (Podvodni svet Jacquesa Cousteauja) in s tem javnosti omogočil pobliže spoznati morski svet in njegove skrivnosti. Za filma "Svet tišine" (Le monde du silence, 1956) in "Svet brez sonca" (Le monde sans soleil, 1964) je prejel Oskarja za najboljši dokumentarec. Novembra 1988 je postal član Académie française. 

## Zgodnje življenje
Jacques-Yves Cousteau se je rodil 11. junija 1910 v Saint-André-de-Cubzacu, Gironde, Francija, Danielu in Élisabeth Cousteau. Imel je enega brata Pierre-Antoinea. Cousteau je zaključil pripravljalni študij na Collège Stanislas v Parizu. Leta 1930 je vstopil v École navale in diplomiral za tožilca. Vendar je prometna nesreča, ki mu je poškodvala obe roki, prekinila kariero v pomorskem letalstvu. Nesreča je Cousteauja prisilila, da je spremenil svoje načrte, da postane pomorski pilot, zato se je nato prepustil svoji strasti do oceana. 
V Toulonu, kjer je služil na Condorcetu, je Cousteau izvedel prve podvodne poskuse po zaslugi prijatelja Philippeja Taillieza, ki mu je leta 1936 posodil nekaj podvodnih očal Fernez, predhodnikov modernih plavalnih očal. Cousteau je pripadal tudi informativni službi francoske mornarice in je bil poslan na misije v Šanghaj in na Japonsko (1935–1938) ter v ZSSR (1939).

## Zasebno življenje
12. julija 1937 se je Cousteau poročil s Simone Melchior, s katero je imel dva sinova Jean-Michela (rojena 1938) in Philippeja (1940–1979).  Njegovi sinovi so sodelovali v dogodivščinah Calypso. Leta 1991, eno leto po smrti njegove žene Simone zaradi raka, se je poročil s Francine Triplet. Imela sta že hčerko Diane Cousteau (rojena 1980) in sina Pierre-Yvesa Cousteauja (rojen 1982), rojenega med poroko Cousteauja s prvo ženo.

## Morska kariera

### Zgodnja leta
V letih druge svetovne vojne je Cousteau kot vsi francoski mornarji sodeloval v zavezniških operacijah od septembra 1939 do junija 1940, zlasti pa kot strelec v operaciji Vado proti Italiji. Poroča, da je med italijanskimi kolegi imel prijatelje, ko je med bombardiranjem Genove prijokal. Po juniju 1940, tako kot njegovi kolegi, ni prekinil dogovora in leta 1941 na zahtevo soseda Françoisa Darlana ustanovil operacijo proti italijanskim obveščevalnim službam v Franciji. Za svoja vojna dejanja je Cousteau prejel več vojaških odlikovanj, vključno z Croix de Guerre 1939-1945 "z dlanjo in dvema citatoma". Tem razlikovanjem pa so oporekali nekateri njegovi soigralci, kot je odporni Dimitri Véliacheff, med drugim odlikovan tudi za ista dejstva, s katerimi je deloval v bližini francosko-italijanske meje, ki je bil deset let starejši od njega in njegov hierarhični predstojnik.
Po vojni sta Cousteau in Tailliez leta 1946 prikazala admiralu Lemonnierju film o brodolomih, ki jim je dal odgovornost za ustanovitev Groupement de Recherches Sous-marines (GRS) (Underwater Research Group) francoske mornarice v Toulonu. Malo kasneje je postala GERS (Groupe d'Études et de Recherches Sous-Marines, = Skupina za podvodne študije in raziskave), nato COMISMER ("COMmandement des Interventions Sous la MER", = "Undersaa Interventions Command") in na koncu  v zadnjem času CEPHISMER. Leta 1947 je glavni podčastnik Maurice Fargues postal prvi potapljač, ki je umrl z akvalungom, medtem ko je poskušal nov globinski zapis z GERS blizu Toulona. 
Leta 1948 je Cousteau med misijami odstranjevanja min, podvodnim raziskovanjem ter tehnološkimi in fiziološkimi testi izvedel prvo akcijo v Sredozemlju na krovu brona Élie Monnier, s Philippejem Tailliezom, Frédéricom Dumasom, Jeanom Alinatom in scenarijem  pisatelj Marcel Ichac. Majhna ekipa se je lotila tudi raziskovanja rimske razbitine Mahdia (Tunizija). To je bila prva podvodna arheološka operacija z uporabo avtonomnega potapljanja, ki je odprla pot znanstveni podvodni arheologiji.  Cousteau in Marcel Ichac sta od tam pripeljala potapljaški film Carnets (predstavljen in pred Filmskim festivalom v Cannesu 1951).
Nato sta Cousteau in Élie Monnier med ekspedicijo na Dakar leta 1949 sodelovala pri reševanju batiskafa profesorja Jacquesa Piccarda, FNRS-2. Zahvaljujoč temu reševanju je francoska mornarica lahko ponovno uporabila kroglo batiskafe za izdelavo FNRS-3.
O dogodivščinah tega obdobja pripovedujeta knjigi Tihi svet (1953, Cousteau in Dumas) in Plongées sans câble (1954, Philippe Tailliez).

### Potapljaške odprave in raziskovanja
Leta 1949 je Cousteau zapustil francosko mornarico.
Leta 1950 je bil Cousteau imenovan za predsednika francoskih oceanografskih kampanj, za simbolično ceno enega francoskega franka letno najel minolovca, ki ga je zgradila kraljeva mornarica, od irskega milijonarja Thomasa "Loel" Guinnessa M.P.  Cousteau, ki ga je preimenoval v "Calypso", ga prenovil in preoblikoval v raziskovalno ladjo in podporno bazo za oceanografske misije. S Calypsom je Cousteau raziskoval morja planeta, vključno z nekaterimi rekami. Med temi potovanji je ustvaril veliko knjig in filmov. Ta dela so bila v veliko pomoč pri popularizaciji podmorske biologije.
Leta 1959 je bil Cousteau zaradi velikega ugleda, pridobljenega na podvodnem in znanstvenem področju, vključen v fundacijo in imenovan za predsednika CMAS (Confederation Mondiale des Activitè Sous Marine), ki je dejansko imel glavni namen organizirati tekmovanja v podvodnem ribolovu na mednarodni ravni, v nasprotju s tem, kar si je želel sam Cousteau, torej bolj organizem za razširjanje potapljanja in raziskovanja na morskem področju. Ta argument je vedno dobil ton polemike in je bil vedno pod vprašajem, tako da je Cousteau končno prosil, da se ta dejavnost izbriše iz statuta in da se na tekmovalni ravni ne izvaja več. 
Zaradi velikih interesov mnogih večina sveta na različnih animiranih sestankih ni nikoli sprejela tega, za katerega so bili vedno značilni ostri in zelo polemični toni, tako da je leta 1973 Cousteau odstopil in ni hotel imeti več opravka z CMAS.  V šestdesetih letih je priljubljenost Cousteauja naraščala v mednarodnem in znanstvenem svetu. Oktobra 1960 je bila v morje izpuščena velika količina radioaktivnih odpadkov EURATOM-a. Le Commandant je organiziral javno kampanjo, ki je dobila široko podporo javnosti.
V Monaku naslednjega novembra se je uradni obisk francoskega predsednika Charlesa de Gaullea spremenil v razpravo o oktobrskih dogodkih in o jedrskih poskusih na splošno. Francoski veleposlanik je že predlagal, naj se princ Rainier temu izogne, toda predsednik (očitno) je Cousteauja v prijateljskem tonu prosil, naj bo prijazen do jedrskih raziskovalcev in Le Commandant (spet očitno) je odgovoril: "Ne gospod, to so vaši raziskovalci ki nam morajo biti prijazni."  Med to razpravo je Cousteau odkril, da je bil razlog za francoske poskuse in raziskave zavrnitev Američanov, da bi svoje jedrske skrivnosti delili z zavezniki.
Leta 1963 je Cousteau skupaj z Jeanom de Woutersom razvil podvodno kamero z imenom "Calypso-Phot", ki jo je kasneje Nikon patentiral in postal "Calypso-Nikkor" in nato "Nikonos". Istega leta je Cousteau začel izvajati ambiciozen projekt Précontinent II, kjer so v Rdečem morju v laguni Shaab-Rumi v bližini Port Sudana v morje spustili dve podvodni hiši, eno na globini 10 metrov, ki je lahko sprejela do 8 znancev, drugi na 25 metrov pa je namenjen nastanitvi 2 moških. 
Velika hiša je bila v obliki morske zvezde z osrednjo sobo, kjer so potekali sestanki in obroki, opremljena z različno opremo, televizijskimi zasloni, telefonom, merilniki za nadzor plina itd., Z velikimi oboknimi vrati v obliki oken.  Iz te osrednje dvorane so se odcepili štirje cilindrični hodniki, od katerih sta bila dva rezervirana za bivanje, tretji kot kuhinja z biološkim laboratorijem in četrti kot način komunikacije z morjem zaradi odprtega prehoda na tleh. Majhna hiška je bila kot potapljaški zvonec z dvema prostoroma, spodnje nadstropje kot izhod na zunanjo stran in zgornje nadstropje kot dom. Zmes, ki diha, je bila sestavljena iz zraka in helija v zaprtem krogu z nadzorovano hitrostjo kisika in odstranjevanjem ogljikovega dioksida s sodo apnom.
Prvi vodni akvavti so naredili več potopov na 25 metrov, da so zgradili manjšo hišo, kjer sta dva moška več kot teden dni ostala v potapljanju do globine 50 metrov. Poskus je trajal skupno 28 dni, akvanate pa so brez težav vrnili na površje. Cousteau je skupaj z Jeanom Mollardom ustvaril SP-350 (imenovan Soucoupe plongeante zaradi oblike sklede), dvosedežno podmornico, ki bi lahko segala globino 350 m pod gladino oceana. Preskusi vozila so bili uspešni in nadaljevani leta 1965 z dvema voziloma, ki sta dosegli globino 500 m.

### Poznejše odprave, raziskovanja in kariera
Leta 1970 je Cousteau s sinom Philippejem napisal knjigo The Shark: Splendid Savage of the Sea. V tej knjigi je Cousteau oceanskega belega morskega psa opisal kot "najnevarnejšega izmed vseh morskih psov". Decembra 1972, dve leti po zadnjem izbruhu vulkana, je društvo Cousteau snemalo Voyage au bout du monde na otoku Deception na Antarktiki, ko je rotor helikopterja, ki je vozil, Michela Lavala, drugega poveljnika Calypsa, udaril in ubil.  
Leta 1973 je Cousteau skupaj s sinovoma in Frederickom Hymanom ustanovil društvo Cousteau za zaščito morskega življenja, Frederick Hyman pa je bil njegov prvi predsednik. Leta 1975 je John Denver izdal tribute pesem "Calypso" na svojem albumu Windsong in na strani B svoje uspešnice "I'm Sorry".  "Calypso" je sam postal hit in je pozneje veljal za novo A stran in dosegel 2. mesto na lestvicah.
Konec jeseni 1975 se je Cousteau lotil iskanja razbitine potopljene ladje HMHS Britannic v Egejskem morju. Med iskanjem razbitine je uporabil podvodni senzor za zaznavanje potopljenih objektov in z svojo ladjo plul skozi kanal Kea. Razbitino je Cousteau našel 3. decembra istega leta na globini 122 metrov in takrat z bojo označil lokacijo razbitine. Septembra 1976 je opravil svojo prvo odpravo na razbitino in jo raziskal. V naslednjih letih je skupaj z drugimi svetovnimi podvodnimi raziskovalci redno obiskoval razbitino.
Cousteau je kmalu po odkritju razbitine ladje Britannic našel še razbitino francoske ladje La Therese iz 17. stoletja v morju južno ob obali Krete. Leta 1977 je skupaj s Petrom Scottom prejel mednarodno nagrado ZN za okolje.
28. junija 1979, ko je bil Calypso na odpravi na Portugalsko, je njegov drugi sin Philippe, njegov najljubši in imenovani naslednik, s katerim je koproduciral vse svoje filme od leta 1969, umrl v nesreči letečega čolna PBY Catalina v Tejo reka blizu Lizbone. Cousteau je bil globoko prizadet. Na svojo stran je poklical svojega takrat najstarejšega sina, arhitekta Jean-Michela. To sodelovanje je trajalo 14 let.
Od leta 1980 do 1981 je bil Cousteau redni sodelavec živalskega resničnostnega šova Tiste neverjetne živali, skupaj z Burgess Meredith, Priscillo Presley in Jimom Staffordom.
Leta 1980 je Cousteau odpotoval v Kanado, kjer je posnel dva filma o reki Saint Lawrence in Veliki jezeri, Cries from the Deep in St. Lawrence: Stairway to the Sea. Leta 1985 je od Ronalda Reagana prejel predsedniško medaljo svobode. Od leta 1986 do 1992 je Cousteau izdal Ponovno odkrivanje sveta. 24. novembra 1988 je bil izvoljen v francosko družbo Académie, predsednik 17, ki je nasledil Jeana Delaya.  Njegov uradni sprejem pod kupolo je bil 22. junija 1989, odziv na njegov sprejemni govor pa je imel Bertrand Poirot-Delpech. Po njegovi smrti ga je 28. maja 1998 zamenjal Érik Orsenna. 
Junija 1990 se je skladatelj Jean Michel Jarre poklonil Cousteau, tako da je dal svoj novi album Waiting for Cousteau. Sestavil je tudi glasbo za Cousteaujev dokumentarni film "Palawan, zadnje zatočišče". Novembra 1991 je Cousteau dal intervju za UNESCO Courier, v katerem je izjavil, da se zavzema za nadzor človeškega prebivalstva in zmanjševanje števila prebivalstva. Ta dva odstavka iz intervjuja sta na internetu široko citirana: "Kaj bi morali storiti, da bi odpravili trpljenje in bolezni? To je čudovita ideja, ki pa morda dolgoročno ni povsem koristna. Če jo bomo poskusili uresničiti, bomo lahko ogrozili  prihodnost naše vrste ... Strašno je, da moramo to reči. Svetovno prebivalstvo je treba stabilizirati, zato moramo na dan odstraniti 350.000 ljudi. To je tako grozljivo razmišljati, da tega ne bi smeli niti povedati.  situacija, v kateri smo vpleteni, je obžalovanja vredna."
Leta 1992 je bil Cousteau povabljen v Brazilijo v Rio de Janeiro na mednarodno konferenco Združenih narodov o okolju in razvoju, nato pa je postal redni svetovalec OZN in Svetovne banke. Leta 1995 je tožil sina, ki je oglaševal "letovišče Cousteau Fiji Islands", da bi mu preprečil uporabo imena Cousteau v poslovne namene v ZDA. 11. januarja 1996 je njegova podmornica Calypso v Singapurju naključno trčila in potonila. Calypso so izvlekli iz vode in jo odvlekli na popravilo domov v Francijo.

## Smrt
Jacques-Yves Cousteau je umrl 25. junija 1997 v Parizu v Franciji zaradi srčnega infarkta, v starosti 87 let. Pokopan je bil v družinski grobnici na pokopališču Saint-André-de-Cubzac, v njegovem rojstnem mestu.

## Odlikovanja
V času svojega življenja je prejel več odlikovanj:
- Red legije časti,
- Veliki križec državnega reda za zasluge,
- Vojaški križec 1939-1945,
- častnik Reda za pomorske zasluge,
- poveljnik Reda umetnosti in  književnosti,
- častni družabnik Reda Avstralije,
- izjemna zlata medalja Društva National Geographic.